# 2708 Burns
2708 Burns eller 1981 WT är en asteroid i huvudbältet som upptäcktes den 24 november 1981 av den amerikanske astronomen Edward L.G. Bowell vid Anderson Mesa Station. Den är uppkallad efter Joseph A. Burns.
Asteroiden har en diameter på ungefär 20 kilometer och den tillhör asteroidgruppen Themis.